# Liste des morceaux inédits de Pink Floyd
 (mai 2008).
Voici une liste détaillée des chansons inédites de Pink Floyd avec des informations à propos d'elles. Certaines de ces chansons sont des enregistrements en concert de versions inédites de chansons ou d'improvisations, dont la plupart proviennent de bootlegs (enregistrements pirates). Certaines d'entre elles sont publiées dans le coffret The Early Years 1965-1972 en 2016.
- Almost Gone : autre nom utilisé sur certains bootlegs de la tournée The Wall en 1980-81 pour l'instrumental entre Another Brick in the Wall (Part 3) et Goodbye Cruel World qui sera renommé plus tard The Last Few Bricks.
- Ballad : à défaut d'être une ballade de Pink Floyd, c'est une ballade de Syd Barrett, premier leader du groupe, qui est d'ailleurs inachevée et qui était supposée figurer sur un de ses albums solo. La chanson date de 1974.
- Beechwoods : cette chanson, aussi intitulée In the Beechwoods ou Down in the Beechwoods, est enregistré en 1967 en version instrumentale pendant les sessions de l'album The Piper at the Gates of Dawn. Elle parait en 2016 remixée sous le nom de In the Beachwoods sur le coffret The Early Years 1965-1972 dans le volume 1965–1967: Cambridge St/ation.
- Blues : Syd Barrett a enregistré trois versions d'un blues, probablement pour un troisième album solo. Ces versions sont disponibles sur des bootlegs.
- Blues Improvisation : un blues joué à un concert à Falkonerteatret, au Danemark le 25 septembre 1971. Un enregistrement de ce concert a été fait et figure sur deux albums pirates (Copenhagen et Live in Denmark).
- Butterfly : une des premières chansons de Pink Floyd avec Barrett enregistré sur une démo de la fin 1965. Le groupe n'avait pas encore choisi le nom Pink Floyd et le guitariste Bob Klose faisait encore partie du groupe à ce moment.
- Chooka-Chooka Chug Chug : chanson inachevée supposée figurer sur un des albums solo de Syd Barrett. La chanson date de 1974.
- Corrosion : cette partie de The Violent Sequence (voir plus bas) est seulement disponible sur des bootlegs du concert au Royal Albert Hall du 6 février 1971.
- Country Blues : chanson inachevée supposée figurer sur un des albums solo de Syd Barrett. La chanson date de 1974.
- Drift Away Blues : un blues improvisé joué lors de concerts en 1977 et seulement disponible sur bootlegs.
- Don't Ask Me Why : une chanson des Jokers Wild, groupe dont David Gilmour a fait partie avant de joindre Pink Floyd. La chanson date de 1965.
- Double-O Bo : une des premières chansons de Barrett enregistrée sur une démo datant de la fin 1965. Syd Barrett était un fan du bluesman Bo Diddley et la chanson est inspiré de Bo Diddley, combiné avec le concept de James Bond (double 07 — double 0 Bo). La chanson n'a pas été officiellement sortie.
- Experiment : pièce instrumentale de 1967 provenant des sessions d'enregistrement de The Piper at the Gates of Dawn.
- Fast Boogie : chanson inachevée supposée figurer sur un des albums solo de Syd Barrett. La chanson date de 1974.
- Fingal's Cave : pièce instrumentale datant de 1969. Elle a été écrite pour le film Zabriskie Point, mais n'a pas été utilisée. La chanson a été enregistrée et figure sur plusieurs enregistrements pirates. C'est aussi le titre d'une pièce de Felix Mendelssohn dans sa suite Les Hébrides.
- Hollywood : pièce instrumentale de David Gilmour écrite pour le film More, mais finalement non utilisée. Elle parait en 2016 sur le coffret The Early Years 1965-1972 dans le volume 1969: Dramatis/ation.
- If You Go, Don't Be Slow : chanson inachevée supposée figurer sur un des albums solo de Syd Barrett. La chanson date de 1974.
- John Lee Hooker : chanson inachevée supposée figurer sur un des albums solo de Syd Barrett. La chanson date de 1974.
- Just Before You Disappear : chanson de Syd Barrett non officielle, mais qui apparaît sur le pirate Melk Weg.
- Keep Smiling People : version antérieure de Careful with That Axe, Eugene. Cette version a été jouée en concert (puis mise sur pirate) le 23 mai 1968.
- I'm a King Bee (ou King Bee) : reprise d'une vieille chanson de blues écrite par Slim Harpo qui faisait partie du répertoire du premier Pink Floyd. Elle a été enregistrée sur les premières démos du groupe en 1965, qui sont finalement sorties en 2015 sous le nom "1965: Their First Recordings". Le nom Pink Floyd n'était pas encore utilisé et le guitariste Bob Klose faisait encore partie du groupe.
- Lucy Leave (ou Lucy Leave in Blue Tights) : une des premières chansons de Pink Floyd avec Barrett enregistré sur une démo de la fin 1965. Le groupe n'avait pas encore choisi le nom Pink Floyd et le guitariste Bob Klose faisait encore partie du groupe à ce moment. Elle est disponible depuis 2015 dans la compilation "1965: Their First Recordings"
- The Massed Gadgets of Hercules est une version précoce mais déjà très construite de A Saucerful of Secrets
- Merry X-Mas Song : chanson de 1975 jouée à un concert de la BBC. Cette chanson est singulière, c'est la seule que Nick Mason ait jamais écrite, paroles et musique. La chanson apparaît sur le pirate Survivor.
- Millionaire (ou She Was a Millionaire) : chanson de Syd Barrett. Elle avait été annoncée en juin 1967 en tant que prochain single de Pink Floyd. Toutefois, le groupe n'était pas satisfait de la chanson et elle n'est pas sortie comme prévu. Syd Barrett l'a ré-enregistrée pour son album solo The Madcap Laughs (1970), mais, de nouveau, ne fut pas utilisée.
- Moonhead : pièce instrumentale utilisée pour une émission de télévision au soir du premier voyage sur la lune le 20 juillet 1969.
- The Mortality Sequence (ou Variation) : pièce instrumentale entre Time/Breathe (Reprise) et Money dans les premières performances de The Dark Side of the Moon. Lors de ces premières interprétations, ce morceau était une suite d'accords d'orgue assez comparable à la coda de A Saucerful of Secrets sur laquelle un prédicateur récitait des versets de la Bible. Puis Rick Wright retravailla la pièce vers la fin du printemps 1972, en créant la suite d'accords qui devait devenir The Great Gig in the Sky, jouée d'abord à l'orgue, puis très vite au piano. La voix de Clare Torry fut ajoutée à la toute fin des enregistrements de The Dark Side of the Moon et la pièce devint The Great Gig in the Sky telle que nous la connaissons aujourd'hui.
- Murderistic Women est une version très courte et précoce de Careful with That Axe, Eugene, dépourvue du cri de Waters comme Keep Smiling People (qui est nettement plus longue).
- Nothing, puis The Son of Nothing, puis The Return of the Son of Nothing sont les premiers titres donnés à Echoes, que Waters présentera également sous le titre loufoque de Looking Through the Knothole of Granny's Wooden Leg.
- Oneone : instrumental composé pour le film Zabriskie Point, mais ne fut finalement pas utilisée. C'est une version alternative de Moonhead.
- Overture : Roger Waters a composé une ouverture pour le film The Wall, comme l'ouverture de l'album et du film Tommy des Who. Les plans ont changé et la chanson n'a probablement jamais été enregistrée.
- Pink Blues : blues joué par Pink Floyd lors de concerts en 1971. Il ne peut être entendu que sur des enregistrements pirates.
- Rain in the Country (ou Country Rain) : Basé sur The Narrow Way (1969), cette version a été originellement écrite pour le film Zabriskie Point, mais finalement non utilisée. La chanson Unknown Song de la bande-son de Zabriskie Point est peut-être une version de cette chanson.
- Raving and Drooling : chanson de 1974 de Roger Waters jouée en concert plusieurs fois mais qui n'est jamais sortie. Toutefois, en 1977, la chanson a été ré-écrite et re-titrée Sheep quand elle fut utilisée sur l'album Animals.
- Reaction in G : chanson jouée pour la première fois au club UFO à Londres le 28 juillet 1967. Une version studio a été enregistrée pour le Top Gear de la BBC en octobre 1967.
- The Red Queen est une chanson bien musclée composée fin 1969 pour la BO de Zabriskie Point, et qui ne fut pas retenue.
- Rhamadan : chanson inédite de Syd Barrett. Elle a cependant été publiée comme œuvre solo de Syd Barrett en tant que titre bonus de sa compilation "An Introduction To Syd Barrett".
- Rooftop in a Thunderstorm Row Missing the Point : chanson de 1966 écrite par Syd Barrett qui n'est jamais sortie. Elle n'a peut-être même jamais été enregistrée.
- Scream Thy Last Scream (ou Old Woman with a Casket) : chanson de Barrett supposée être le troisième single du Floyd avec Vegetable Man (voir plus bas). Elle a cependant été publiée officiellement dans le coffret contenant 18 CD de raretés de Pink Floyd intitulé "A Tree Full Of Secrets" en 1999.  Elle parait en 2016 remixée sur le coffret The Early Years 1965-1972 dans le volume 1965–1967: Cambridge St/ation.
- Seabirds : chanson de Roger Waters faisant partie de la bande-son du film More. Elle est incluse dans le film, mais pas sur l'album.
- Slow Boogie : chanson inachevée supposée figurer sur un des albums solo de Syd Barrett. La chanson date de 1974.
- Stoned Alone : chanson de Barrett datant de 1966. Elle pourrait être la chanson écrite par Barrett pour Pink Floyd. Elle a été enregistrée sur démo. La chanson fut plus tard remaniée pour devenir Candy and a Currant Bun.
- The Travel Sequence est une jam bluesy de guitare et orgue qui sera complètement changée en un instrumental pré-techno qui deviendra On the Run sur The Dark Side of the Moon.
- Vegetable Man : chanson de Barrett datant de 1967 supposée être en face B du troisième single de Pink Floyd. La chanson se trouve uniquement sur enregistrements pirates. La plupart sont des enregistrements en concert, mais un enregistrement de la BBC existe aussi. Elle a cependant été publiée officiellement dans le coffret contenant 18 CD de raretés de Pink Floyd intitulé "A Tree Full Of Secrets" en 1999. Elle parait en 2016 remixée sur le coffret The Early Years 1965-1972 dans le volume 1965–1967: Cambridge St/ation.
- Wine Glasses : Morceau instrumental de Pink Floyd composée dans le cadre du projet The Household Object avec la résonance des verres en cristal. Il est recyclé et devient la partie 1 de Shine on You Crazy Diamond en introduction à l'album Wish You Were Here.
- The Violent Sequence : pièce instrumentale de 1970 de plus de 20 minutes. Elle a été écrite pour le film Zabriskie Point, mais non utilisée. Retravaillée, elle deviendra Us and Them dans The Dark Side of the Moon.
- You Gotta Be Crazy : chanson de 1974 de Roger Waters (chantée par David Gilmour) jouée en concert plusieurs fois mais qui n'est jamais sortie. Toutefois, en 1977, la chanson a été ré-écrite et re-titrée Dogs quand elle fut utilisée sur l'album Animals.
- You're the Reason Why : chanson de 1965 écrite par Richard Wright qui fut enregistrée en tant que face B d'un single d'un groupe appelé Adam, Mike & Tim.

## Sources
- The Pink Floyd Hyperbase